# Oldengaerde

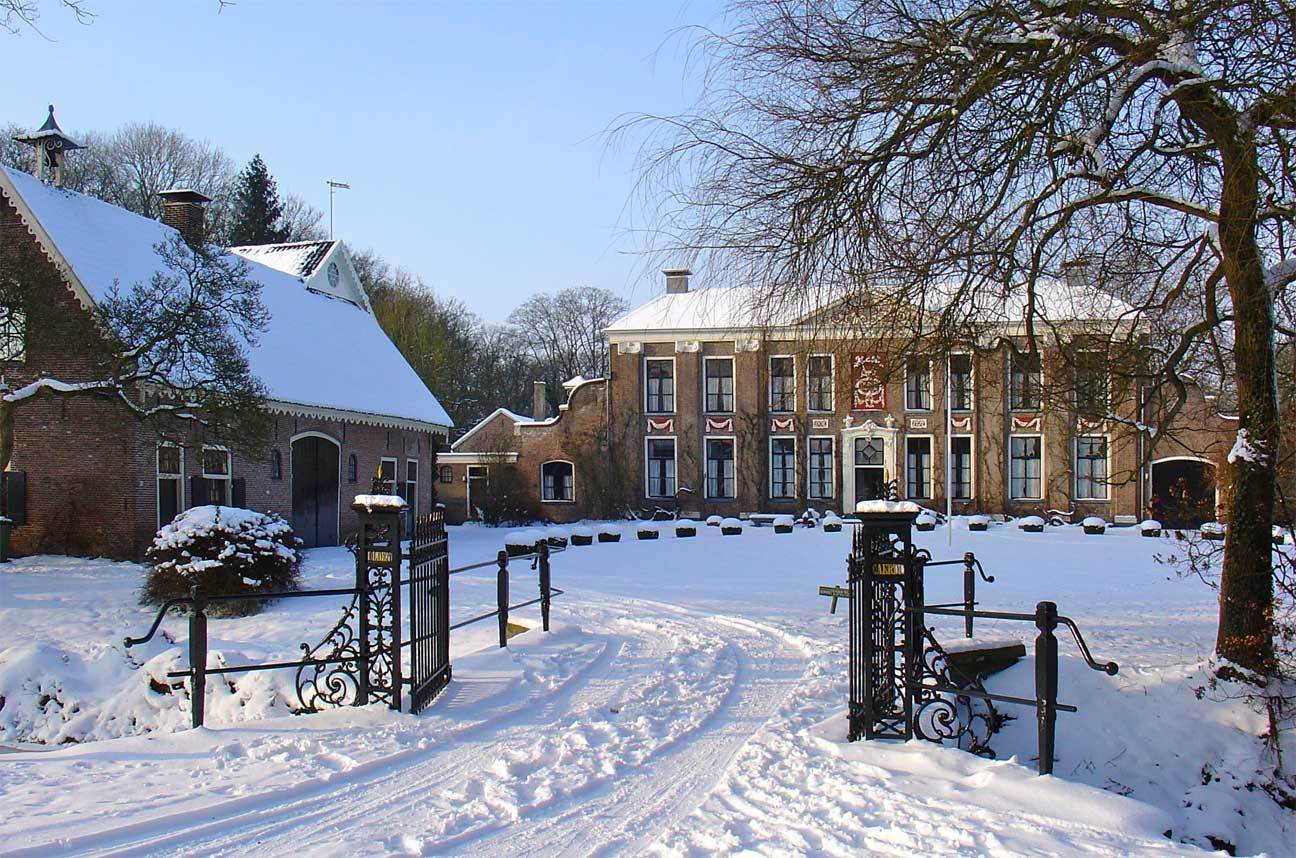
Oldengaerde nabij Dwingeloo anno 2010

Oldengaerde is een voormalige havezate in de Drentse plaats Westeinde bij Dwingeloo in het vroegere Dieverderdingspel.
Oldengaerde is een van de vijf havezaten, die in of nabij Dwingeloo hebben gestaan. Het landgoed Oldengaerde was al voor 1420 in het bezit van de familie Van Echten. Het huis werd door Reynolt van Echten in de eerste helft van de 15e eeuw gebouwd. Oldengaerde zou gedurende 240 jaar bewoond worden door leden van deze familie. Op grond van hun afstamming en hun bezit werden Nicolaas van Echten in 1598 en Johan van Echten in 1647 toegelaten tot de Ridderschap van Drenthe.

In 1660 kreeg de schoonzoon van Johan, Cornelis van Dongen, Oldengaerde in zijn bezit. Nadat hij kon bewijzen van ridderlijke afkomst te zijn werd hij in 1664 toegelaten tot de Ridderschap van Drenthe. Van Dongen vervulde diverse bestuurlijke functies in Drenthe; hij was onder meer assessor in de Etstoel en gedeputeerde van Drenthe. In 1713 erfde zijn jongste zoon Cornelis het bezit van Oldengaerde. Deze liet de havezate in 1717 ingrijpend verbouwen en liet de voorgevel in Vingboonsstijl aanbrengen.

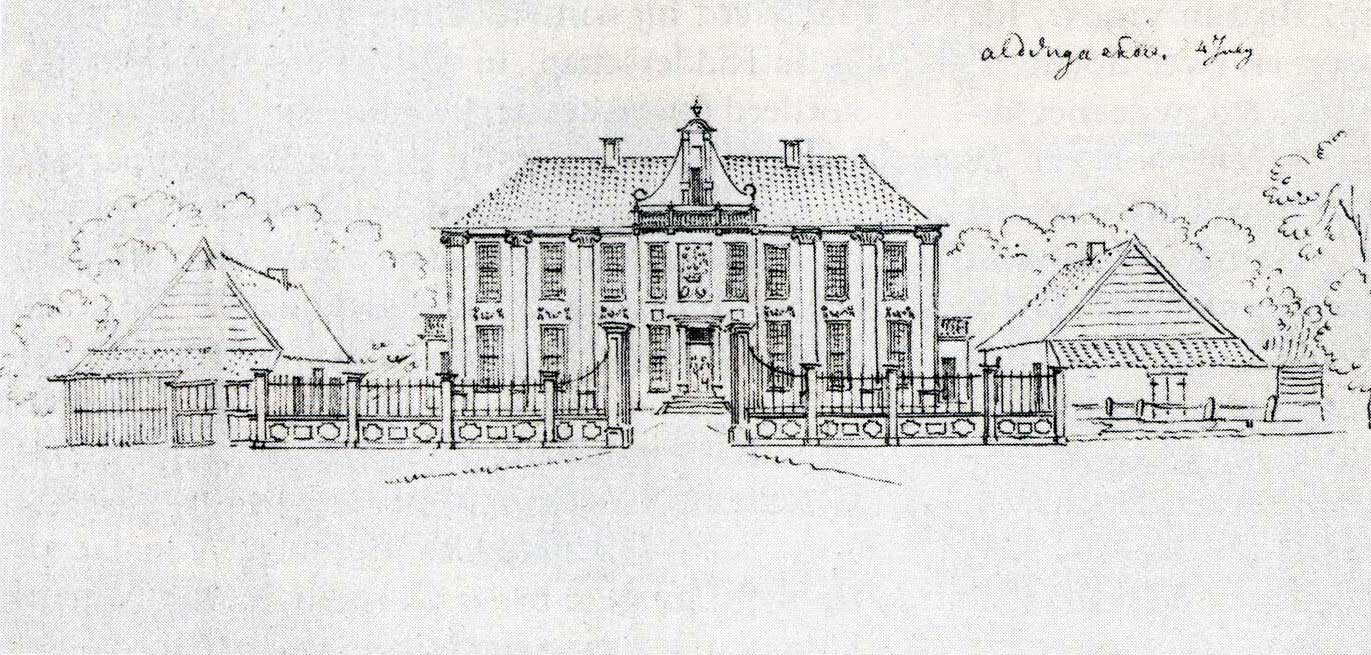
Oldengaerde getekend door Cornelis Pronk in 1732

 De tekening van Cornelis Pronk (zie afbeelding) laat het gebouw na deze verbouwing zien. Het tweede bouwhuis is waarschijnlijk ook rond 1717 gebouwd. Bij het huis werd een park aangelegd, dat werd vormgegeven naar de tuin van Versailles. De familie Van Dongen behoorde in die periode tot de meest invloedrijke families van Drenthe.
In 1730 behoorden van de acht leden van de Ridderschap er vijf tot deze familie. Zij bezaten dan ook diverse Drentse havezaten. Naast Oldengaerde waren ook Entinge, Westrup, Vledderinge, Dunningen en De Klencke in het bezit van de Van Dongens. In 1781 keerde het tij en moest de schoonzoon van Cornelis, Isaac van Dongen, Oldengaerde verkopen. De koper was de gefortuneerde Jan Kiers, een patriot uit Drenthe, die in Indië zijn fortuin had vergaard.
Na het overlijden van Kiers werd Oldengaerde in 1789 verkocht aan Jan Thomas Ferdinand Huguenin, een ex-legerkapitein, en gehuwd met Helena Geertruid van den Clooster tot Rheebruggen. De volgende eigenaar, Wynoldus Munniks, was hoogleraar in Groningen in de plantkunde. Hij heeft het landgoed verrijkt met vele plantensoorten, waaronder een krentenboompje, dat hij uit Canada had gehaald. De krentenbossen bij Dwingeloo danken hieraan hun ontstaan. Na zijn overlijden in 1806 kwam Oldengaerde in het bezit van de houthandelaar Aalt Willem van Holthe (neef van het echtpaar Huguenin - Van den Clooster), die in 1812 burgemeester van Dwingeloo werd. Hij was tevens de eigenaar van de huisplaats van havezate Entinge en van de havezaten Rheebruggen en Batinge, die hij liet afbreken. De landgoederen exploiteerde hij onder meer voor zijn houthandel.
Oldengaerde wisselde in de jaren erna nog wel van eigenaar, maar bleef in bezit van de familie. Een van de eigenaren was Johannes Govert Westra van Holthe die, evenals zijn overgrootvader, burgemeester van Dwingeloo was en in het huwelijk was getreden met Wilhelmina Aleida Homan, dochter van de Drentse gedeputeerde en latere commissaris der Koningin in Drenthe, Johannes Linthorst Homan en Ida Elisabeth Catharina Kymmell. Wilhelmina Aleida Homan was opgegroeid op het landgoed Overcinge bij Havelte. In december 2013 werd het landgoed Oldengaerde door hun vier kleindochters overgedragen aan Stichting Het Drentse Landschap.

## Varia
In diverse gemeenten zijn straten met de naam "Oldengaerde" naar de havezate genoemd.